# 輸液加温器
輸液加温器（ゆえきかおんき）は、医療機関で使用される医療機器。輸血・輸液加温器とも呼ばれる。
晶質液、膠質液、血液製剤などを（静脈内またはその他の非経口経路で）投与する前に体温レベルまで加温し、外傷を負った患者や外科手術患者の低体温を防ぐために使用される。

## 概要
輸液加温器はアメリカ食品医薬品局（FDA）規制の医療機器であり、製品コードはLGZである。これらは特別な配慮を要する未分類の医療機器であり、米国で合法的に販売するためには510(k)クリアランスが必要である。輸液加温器は主に2つに分類される-使用前に輸液を温めるもの、一般的には水槽内で加温するものと、-インライン加温、すなわち点滴キットに加温回路が組み込まれていて投与中に輸液を積極的に温めるもの、である。